# فريد ويدراغو
سفيان فريد ويدراوغو (من مواليد 26 ديسمبر 1996) هو لاعب كرة قدم محترف في بوركينا فاسو يلعب كحارس مرمى لنادي الهلال السوداني ومنتخب بوركينا فاسو.